# Stavební huť baziliky sv. Petra
Stavební huť baziliky sv. Petra ve Vatikánu (latinsky Reverenda Fabrica Sancti Petri, italsky Fabbrica di San Pietro) je instituce spojená se Svatým stolcem, která má za úkol údržbu vatikánské baziliky, její výzdobu a zajišťování jejího provozu. Jejím současným předsedou je kardinál Mauro Gambetti.